# Joe Vásquez
Joe Steve Vásquez (ur. 9 lipca 1957 w Stamford, Teksas) – amerykański duchowny katolicki, biskup Austin w latach 2010–2025, arcybiskup metropolita Galveston-Houston od 2025.
Urodził się w rodzinie pochodzenia meksykańskiego. Po ukończeniu Uniwersytetu św. Tomasza w Houston wyjechał na dalsze studia w Kolegium Ameryki Płn. i Uniwersytecie Gregoriańskim w Rzymie. Święcenia kapłańskie otrzymał 30 czerwca 1984 z rąk ówczesnego ordynariusza San Angelo Josepha Fiorenzy. Przez kilkanaście kolejnych lat pracował duszpastersko na terenie rodzinnej diecezji San Angelo.
30 listopada 2001 otrzymał nominację na biskupa pomocniczego Galveston-Houston ze stolicą tytularną Cova. Sakry udzielił bp Fiorenza (wówczas był on ordynariuszem Galveston-Houston). 26 stycznia 2010 mianowany ordynariuszem Austin. Ingres miał miejsce 8 marca 2010.
11 listopada 2023 papież Franciszek prekonizował go dodatkowo administratorem apostolskim diecezji Tyler. Funkcę tą pełnił do 24 lutego 2025.
20 stycznia 2025 został mianowany arcybiskupem Galveston-Houston. Ingres odbył 25 marca 2025. Paliusz otrzymał z rąk papieża Leona XIV w dniu 29 czerwca 2025.